# Riarrangiamento di Criegee
Il riarrangiamento di Criegee è una reazione di riarrangiamento che prende il nome dal chimico tedesco Rudolf Criegee.

## Descrizione
In questa reazione organica, un alcol terziario è diviso tramite un'ossidazione organica di un perossiacido a un chetone. Spesso l'acido impiegato è l'acido p-nitroperossibenzoico perché l'anione dell'acido p-nitrobenzoico è un buon gruppo uscente.
Il meccanismo di reazione ha delle similitudini con l'ossidazione di Baeyer-Villiger dove l'intermedio idrossiperacido viene detto un intermedio di Criegee. Il per-acido forma un per-estere con il gruppo alcolico. Un gruppo sostituente alchile migra dal carbonio all'atomo di ossigeno adiacente, sostituendo l'acido carbossilico lasciando un carbocatione. Nel passo dell'idrolisi si forma il chetone insieme all'alcool. L'ordine delle attitudini migratorie è un tert-butile come migliore sostituente seguito dall'isopropile poi dall'etile e infine dal gruppo metile. Da ciò si deduce che il gruppo migrante ha una carica positiva parziale nello stato di transizione che porta al carbocatione. Il riarrangiamento di Criegee consecutivo viene effettuato in un ambiente acido
e si forma un estere dal carbocatione. Questo apre la strada a molteplici reazioni di O-inserzione, e alla fine porta a un ortoestere.